# Гонса
Гонса (порт. Gonça)  —  район (фрегезия) в Португалии,  входит в округ Брага. Является составной частью муниципалитета  Гимарайнш. Находится в составе крупной городской агломерации Большое Минью. По старому административному делению входил в провинцию Минью. Входит в экономико-статистический  субрегион Аве, который входит в Северный регион. Население составляет 1045 человек на 2001 год. Занимает площадь 7,79 км².
Покровителем района считается Архангел Михаил (порт. São Miguel). 

## Демография
| 1842 | 1911 | 2001 |
| 491  | 487  | 1045 |